# Nicole Forrester
Nicole Forrester (ur. 17 listopada 1976) – kanadyjska lekkoatletka, specjalizująca się w skoku wzwyż.

## Osiągnięcia
- brązowy medal igrzysk panamerykańskich (Winnipeg 1999)
- srebrny medal Uniwersjady (Pekin 2001)
- brąz Igrzysk Wspólnoty Narodów (Manchester 2002)
- 8. miejsce podczas pucharu świata (Madryt 2002)
- 5. lokata na pucharze świata (Ateny 2006)
- srebro igrzysk panamerykańskich (Rio de Janeiro 2007)
- złoty medal na igrzyskach Wspólnoty Narodów (Nowe Delhi 2010)

W 2008 Forrester reprezentowała Kanadę podczas igrzysk olimpijskich w Pekinie. 19. miejsce w eliminacjach nie dało jej awansu do finału.

## Rekordy życiowe
- skok wzwyż - 1.97 (2007)
- skok wzwyż (hala) - 1.95 (2007)